# Dacryodes paraensis
Dacryodes paraensis är en tvåhjärtbladig växtart som beskrevs av José Cuatrecasas. Dacryodes paraensis ingår i släktet Dacryodes och familjen Burseraceae. Inga underarter finns listade i Catalogue of Life.